# اس‌ام یو-۶۶
اس‌ام یو-۶۶ (به انگلیسی: SM U-66) یک زیردریایی بود که طول آن ۲۲۸ فوت (۶۹ متر) بود. این زیردریایی در سال ۱۹۱۵ ساخته شد.